# I.T. - Una mente pericolosa
I.T. - Una mente pericolosa (I.T.) è un film del 2016 diretto da John Moore.

## Trama
Mike Regan è un imprenditore che si trova nel pieno dello sviluppo di un'applicazione destinata ai voli aerei. La sua è la classica vita da borghese: ancora piacente e in forma nonostante l'età, ha una famiglia costituita da una moglie altrettanto bella e una figlia di 17 anni che sembra essere nella classica fase di ribellione. Tra i programmatori della sua azienda incontra Ed Porter, tecnico informatico ventottenne con un passato nell'Agenzia per la sicurezza nazionale e nell'esercito. Estremamente talentuoso, il ragazzo salva una presentazione dell'azienda e viene invitato da Mike a casa propria affinché sistemi il wi-fi, reputato troppo lento da sua figlia. Qui Ed ha modo di apportare delle modifiche anche alla macchina di Mike e di notare che l'intera abitazione è gestita da un sistema informatico. Ed incontra anche Kaitlyn, la figlia di Mike, e si invaghisce della ragazza: una volta tornato a casa le invia una richiesta d'amicizia, che ella accetta dopo una giornata. I due iniziano a parlare ed Ed inizia ad intromettersi a poco a poco nella vita della ragazza, cercando di intromettersi anche in momenti importanti nella vita della ragazza e di stabilire una relazione con lei: i genitori disapprovano, principalmente per via dell'insistenza del ragazzo e per la differenza d'età.
Ogni volta che Ed si scontra con Mike al riguardo ha un raptus, che riesce tuttavia a celare agli occhi della famiglia. Quando dopo l'ennesima intromissione Mike lo licenzia, Ed decide di utilizzare ogni mezzo informatico a sua disposizione per vendicarsi: inizialmente rende pubblici dei documenti che dimostrano atti illeciti di Mike, poi si inserisce nel sistema domestico di Mike e attiva a suo piacimento luci, rubinetti e ogni altro sistema della casa; infine falsifica un referto medico della moglie di Mike per farle credere di avere un tumore. A questo punto, Mike lo affronta picchiandolo, ma non fa che peggiorare le cose: Ed a questo punto invia a tutta la scuola delle immagini di nudo di Rose, che lui stesso aveva registrato dalle telecamere della casa mentre lei era sotto la doccia. Mike, furibondo, cerca di raggiungere il ragazzo a casa per una resa dei conti finale, ma Ed prende il controllo della sua automobile e , dopo avere mostrato anche a lui il video della figlia sotto la doccia in un momento intimo, gli fa fare un incidente. Mike prova allora a rivolgersi alla polizia, ma non viene creduto per mancanza di prove. L'uomo assolda allora un tecnico informatico bravo quanto il suo rivale, il quale come prima cosa dispone che tutti gli account social della famiglia vengano disattivati e l'intelligenza artificiale della casa disinnescata. L'informatico scopre inoltre che Ed Porter non è il suo vero nome e che il ragazzo ha un passato di abusi che l'hanno portato alla follia.
Successivamente, Mike e il suo collaboratore rubano il telefonino di una cameriera di un bar frequentato spesso da Ed e lo contattano attraverso un'app di incontri per farlo uscire di casa: Mike ne approfitta per introdursi nell'abitazione e rubare ogni periferica su cui avrebbe potuto esserci del materiale su lui e la sua famiglia. Quando Ed comprende l'inganno e ritorna a casa armato di pistola, l'informatico entra nel sistema della polizia e fa sì che gli agenti intervengano e sequestrino l'arma di Ed, lasciando così a Mike il tempo di defilarsi. Ed riesce tuttavia a girare la situazione a proprio vantaggio: fingendo un'aggressione, il ragazzo fa in modo che Mike venga arrestato e che gli venga restituita la pistola, ma non riesce ad impedire che i tecnici della polizia esamino le sue periferiche. A questo punto, prima che gli agenti abbiano il tempo di scoprire cosa stava facendo, Ed sequestra la moglie e la figlia di Mike nella loro stessa abitazione. Quando Mike, uscito su cauzione, ritorna a casa, Ed lo costringe ad assistere ai propri deliri mentre tiene l'intera famiglia sotto tiro. Mike riesce tuttavia ad intervenire e ha una colluttazione con Ed, in cui ha la meglio. Mike sta quasi per uccidere Ed ma, grazie anche alle parole di sua moglie, riesce a trattenersi: sarà la polizia a giudicare il ragazzo per quello che ha fatto.

## Produzione
Il film è stato annunciato per la prima volta nel 2013: già al tempo Brosnan fu annunciato come protagonista del film, mentre come regista fu annunciato Stefano Solima. Successivamente Solima è stato sostituito da John Moore, il quale chiese allo sceneggiatore di rivedere completamente la sceneggiatura. Il film è stato girato a partire dal giugno 2015, in Irlanda.

## Distribuzione
Il film è stato distribuito via RLJ Entertainment sia nei cinema (in maniera limitata) che per il mercato home video.

## Accoglienza

### Critica
Il film ha ricevuto principalmente critiche negative. Secondo l'aggregatore di recensioni Rotten Tomatoes, il film ha ricevuto un indice di gradimento del 9% e un voto di 3,4 su 10 sulla base di 43 recensioni. Secondo Metacritic, il film ha invece ricevuto un voto di 27 su 100 sulla base di 9 recensioni.

### Incassi
Il film ha incassato circa 2,13 milioni di dollari al botteghino.